# Lasershow
Als Lasershow bezeichnet man den Einsatz von Laserstrahlen als Beleuchtungseffekt in der Veranstaltungsbeleuchtung. Lasershows werden häufig in Diskotheken, auf Konzerten oder bei anderen Großveranstaltungen gezeigt.

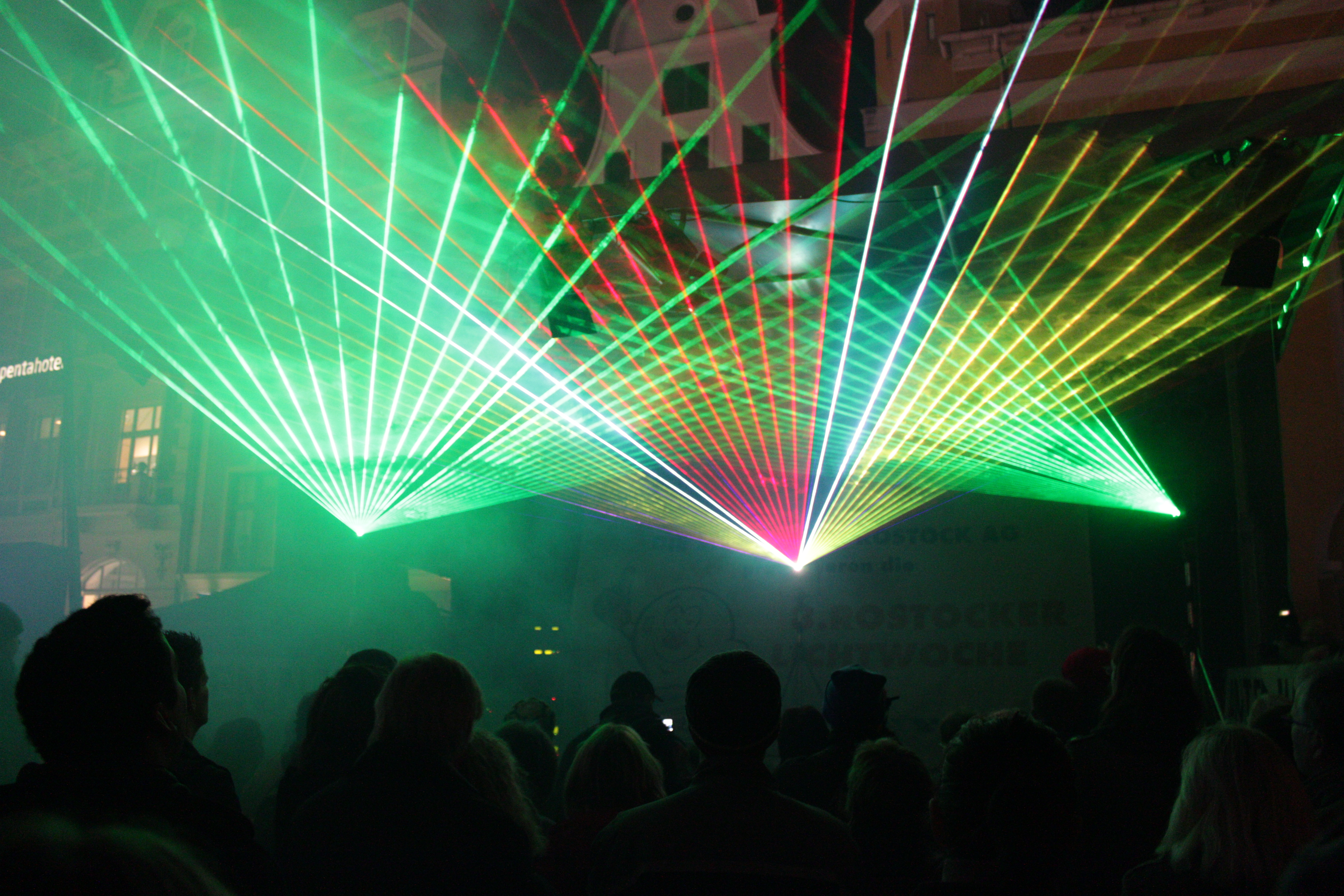
Beamshow in Rostock während der Lichtwoche 2009

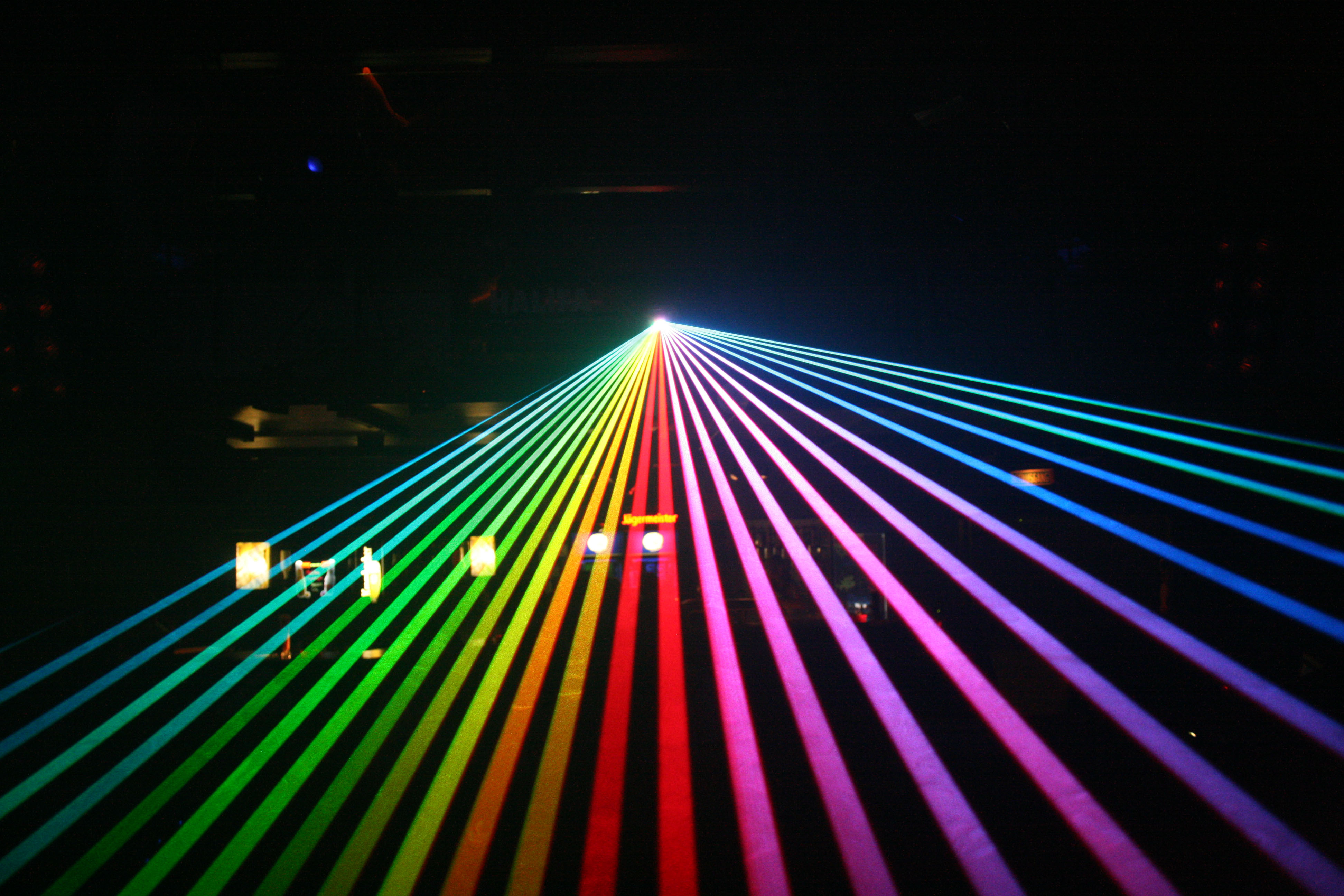
Lasershow in einer Diskothek

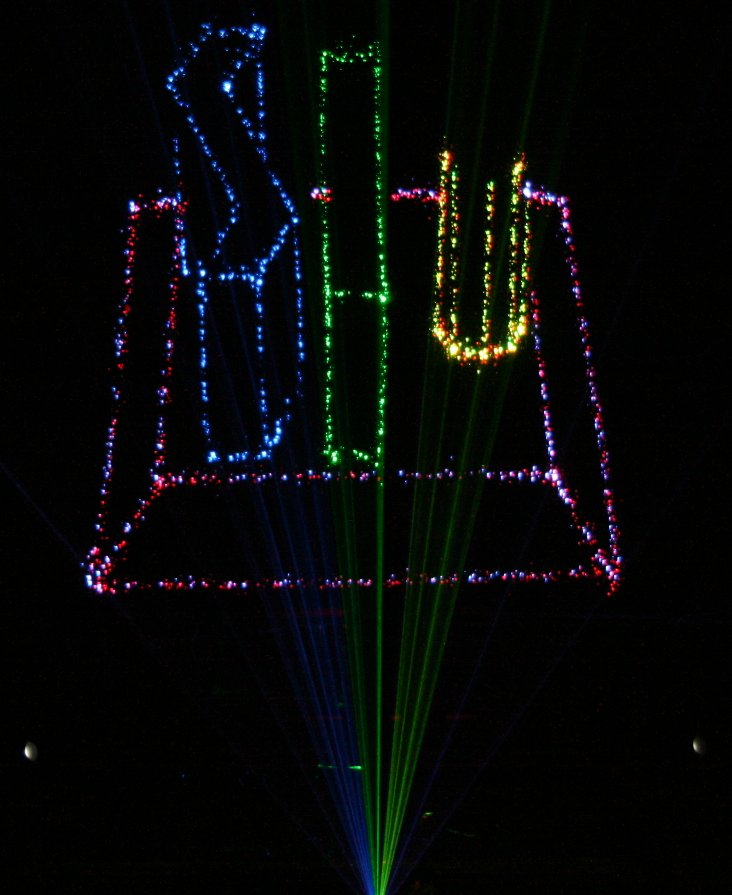
Projektion auf eine Wasserleinwand

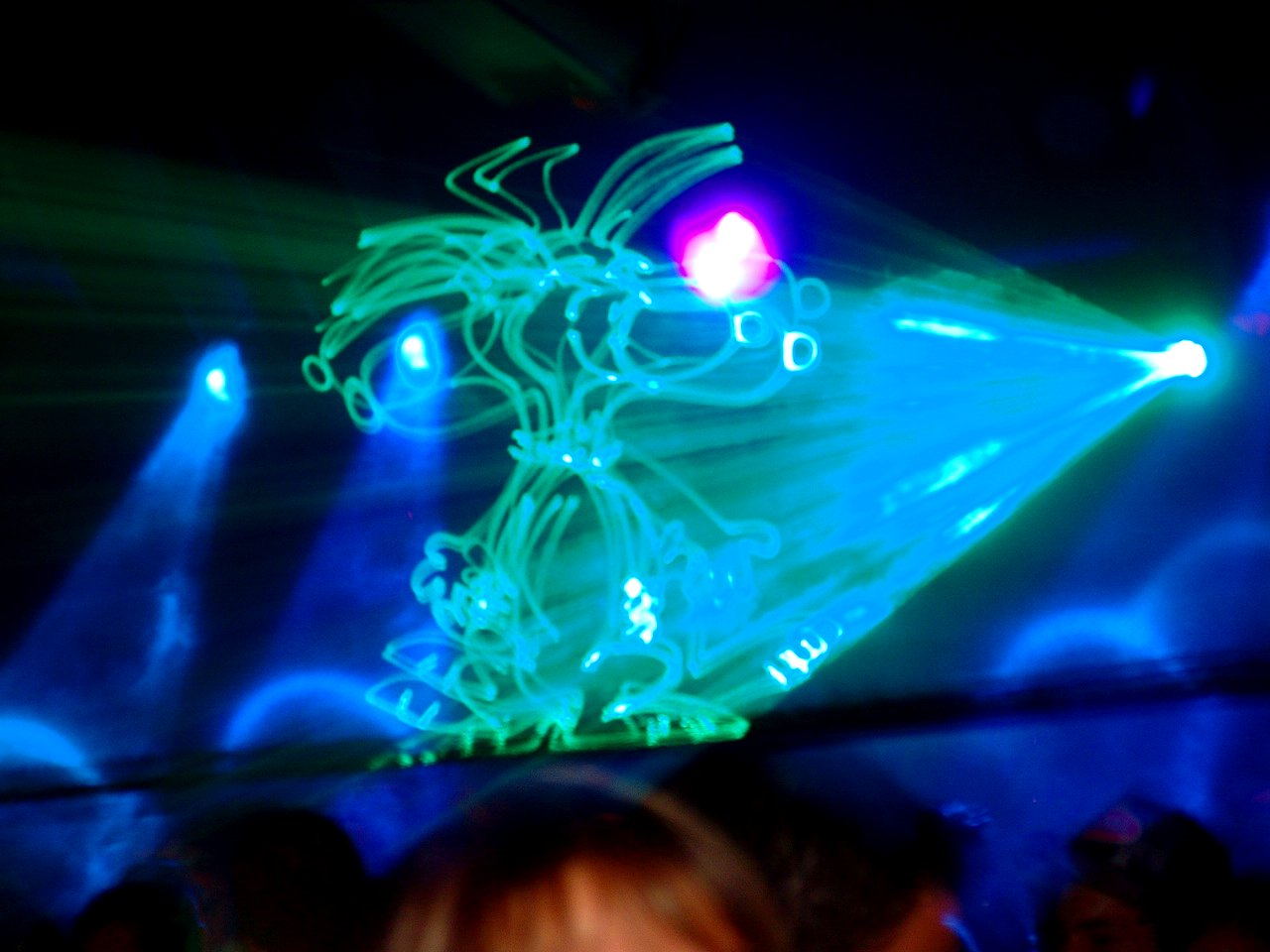
Projektionsshow auf Waterscreen, projizierter Snoopy

## Lasershowarten
Man unterscheidet zwischen Projektions- und Beamshow. Bei der Projektionsshow werden mit dem Laser Bilder und Animationen auf einer Projektionsfläche (Wände, Leinwände) abgebildet, während bei der Beamshow die Laserstrahlen in Richtung der Betrachter in den Raum hinein projiziert werden. Die Projektion mit einem Laser ist dabei auch auf unebene Flächen möglich, da der Laser immer scharf bleibt. Bei Verwendung von Waterscreens erzeugt die Laserprojektion einen leichten 3D-Effekt.
Bei der Beamshow ist der im freien Raum befindliche Dunst / Nebel die Projektionsfläche, so sehen die Zuschauer flächige Muster oder Linien, die sich vom Ausgangspunkt am Scanner-Spiegel zum Betrachter hin räumlich ausdehnen. Der Zuschauer wird so in eine virtuelle 3D-Welt versetzt. Eine Beamshow ist nur bei Dunkelheit möglich, da sonst der  Effekt, in einer anderen Welt zu sein, verloren geht. Der Laserstrahl ist nur durch den Nebel sichtbar, weil dadurch beziehungsweise andere Verschmutzungen in der Luft das Licht des Strahls gestreut wird. Der Zuschauer sieht somit die Streustrahlung. Regen, Schnee oder auch Seifenblasen bereichert eine Beamshow, da jedes Objekt in der Luft zu einem funkelnden Lichtblitz wird, wenn es von einem Laserstrahl getroffen wird.
Häufig wird der Einsatz von Lasern mit anderen Medien wie Pyrotechnik, konventionellen Projektionen, Lichteffekten oder Künstlerinteraktionen kombiniert.

## Technische Umsetzung

### Laser
Für Lasershows werden verschiedene Laserquellen eingesetzt, meistens sind es cw-Gaslaser, Diodenlaser oder DPSS-Laser im Leistungsbereich einiger mW bis 100 W. Da Laser grundsätzlich monochrom sind, polychromatische Effekte jedoch reizvoller sind, werden häufig Mischgas-Ionenlaser (Argon/Krypton bis etwa 40 W) eingesetzt, oder verschiedenfarbige DPSS und/oder Diodenlaser kombiniert (bis etwa 15 W). Aufgrund der nicht ausreichenden Leistung von roten Festkörper-/Diodenlasern im Highpower-Bereich (> 15 W) werden dort vorzugsweise Large-Frame-Ionenlaser eingesetzt. Des Weiteren sind die extrem guten Strahldaten von Ionenlasern mit Festkörperlasern bisher unerreichbar. Somit sind Ionenlaser auch bei großräumigen Outdoor-Grafikshows wesentlich anspruchsvoller einsetzbar, da deren Farblinien herstellungsbedingt immer exzellent aufeinander liegen.
Je nach Anwendung und Budget können manche der folgenden Komponenten ausgelassen werden.

### Sicherheitsabschaltung
Als Nächstes folgt meist ein Sicherheitselement, das im Fehlerfall den Laserstrahl schnell ausschalten kann (Beamdump, in den Strahl schwenkbarer Spiegel, der den Strahl in einen Absorber lenkt). Fehlerfall ist zum Beispiel der Ausfall von Verstärker oder Galvanometer.

### Strahlteilung
Sollen aus einer Quelle mehrere Projektoren gespeist werden, so wird der Primärstrahl mittels Strahlteilern auf die nachfolgenden Wege aufgeteilt.

### Blanking
Um mehrere Elemente beziehungsweise Unterbrechungen darstellen zu können, muss der Strahl schnell abgeschaltet werden können. Hierfür wird entweder – wie bei der Sicherheitsabschaltung – ein in den Strahl geschwenkter Spiegel verwendet oder ein akusto-optischer Modulator eingesetzt. DPSS- und Diodenlaser können direkt über einen Eingang an der Treiberelektronik geblankt werden.

### Farbmischung
Mehrere verschiedenfarbige Laserstrahlen können in einen gemeinsamen Strahlweg geleitet und gemeinsam abgelenkt werden. Durch mechanisch eingeschwenkte Dichrofilter (Farbfilter) oder akusto-optischer Modulatoren (AOM) werden die Intensitäten der Einzelfarben beeinflusst und somit ändern sich Farbe und Intensität des Gesamtstrahls. Beim Einsatz von Dioden- und DPSS Lasern kann die Intensität direkt am Laser eingestellt werden (meist per analogem Eingang an der Treiberelektronik). Eine nachgeschaltete Farbmischung entfällt somit komplett.

### Faserstrecke
Sollen mehrere Projektoren an verschiedenen oder einzelne Projektoren an unzugänglichen Stellen eingesetzt werden wird der Strahl in eine Faserstrecke eingekoppelt.

### Optische Bank
Werden Gitter oder feste Strahlen eingesetzt, wird der Strahl auf einer optischen Bank mittels einschwenkbarer Spiegel auf die einzelnen Elemente aufgeteilt.

### Gitter
Gitter (Grating) erzeugen durch Beugung und Interferenz Punktmuster. Die Gitter sind zuweilen drehbar.

### Spiraloskop
Über zwei auf Motorachsen leicht gekippt montierte Spiegel werden zwei Kreisbewegungen des Strahls überlagert und Spiralmuster erzeugt, die durch Veränderung der Drehzahl variiert werden können.

### Scanner
Scanner bestehen aus zwei Galvanometern (Galvos), also rechtwinklig montierte Spiegel auf magnetisch angetriebenen Achsen. Das eine Galvo übernimmt die horizontale, das Andere die vertikale Ablenkung des Strahls. Je nach Qualität und Regelungsaufwand (open loop und closed loop Scanner für Geräte ohne bzw. mit Positionserkennung und Regelung) können somit bis zu 72.000 Punkte pro Sekunde angefahren werden.
Durch das komplexe Zusammenspiel zwischen Blanking, Farbmischung und Scanning wird wiederholt ein Bild gezeichnet, das durch die Trägheit des Auges stehend erscheint, vergleichbar zum Film. Dieses Zusammenspiel ist nur durch Computer oder Mikrocontroller erreichbar.
Da die Darstellungen aus Kurven zusammengesetzt werden und nicht aus Bildpunkten, handelt es sich um eine Form der Vektorgrafik.

### Software
Die Software dient dazu, die Scanner zu steuern und die Farben und Leistungen des Laserstrahls zu beeinflussen. Die meisten Softwarelösungen verwenden zur Ausgabe der Steuersignale das ILDA-Protokoll.

## Sicherheit und Vorschriften
Die für Lasershows eingesetzten Laser sind meist in den Laser-Klassen 3B und 4 eingeteilt, sind also grundsätzlich sehr gefährlich für die Augen und gefährlich für die Haut. Daher ist die Anwendung des Lasers für Showzwecke streng reglementiert.
Für Laser der Klassen 3R, 3B und 4 ist eine Anzeige des Betriebs vorgeschrieben, sowie eine TÜV-Abnahme sinnvoll, diese jedoch nicht vorgeschrieben. Es wird anhand tabellierter maximaler zulässiger Bestrahlungen („MZB-Werte“) ein Laserbereich definiert, innerhalb welchem die Laserstrahlung für die Augen gefährlich ist. Die Showlaser müssen derart installiert werden, dass sich in diesem Bereich keine Personen aufhalten.
Das sollte auch bei Laseranlagen gewährleistet sein, bei welchen aufgrund der Strahlbewegungen keine Gefahr für das Auge besteht, um Gefahren im Falle des Ausfalles der Strahlablenkung zu vermeiden.
Der Einsatz von Schutzbrillen, z. B. bei Justierarbeiten, ist gerade bei Mehrfarblasern durch die große Anzahl an Linien im sichtbaren Bereich schwierig. Zusätzlich erschwert eine Schutzbrille die Arbeit, da der zu justierende Strahl kaum bis gar nicht mehr sichtbar ist. Im praktischen Einsatz wird daher für solche Arbeiten oft nur die Leistung reduziert und ohne Schutzbrille gearbeitet.
Einschlägige Vorschriften sind
- EN 207 – Persönlicher Augenschutz, Laserschutzbrillen
- EN 208 – Persönlicher Augenschutz, Laser-Justierbrillen
- EN 60825-1 – Sicherheit von Lasereinrichtungen, Teil 1: Klassifizierung von Anlagen und Anforderungen
- DIN 4844-1 – Graphische Symbole, Sicherheitsfarben und Sicherheitszeichen, Teil 1: Gestaltungsgrundlagen für Sicherheitszeichen zur Anwendung in Arbeitsstätten und in öffentlichen Bereichen
- DIN 56912 – Showlaser und Showlaseranlagen; Anforderungen und Prüfung
- GUV B2/BGV B2
- BG-Information 5007 Show- und Projektionslaser
- Verordnung zum Schutz der Beschäftigten vor Gefährdungen durch künstliche optische Strahlung (Arbeitsschutzverordnung zu künstlicher optischer Strahlung – OStrV)

## Laserfernseher
Eine Anwendung ähnlicher Technik findet man im Laserfernseher. Hier werden durch die Ablenkung des Laserstrahls die einzelnen Pixel eines Bildes angefahren und in der passenden Farbe angestrahlt, ähnlich wie durch den Elektronenstrahl in einer Bildröhre.